# Oberhäuser (Röthenbach)

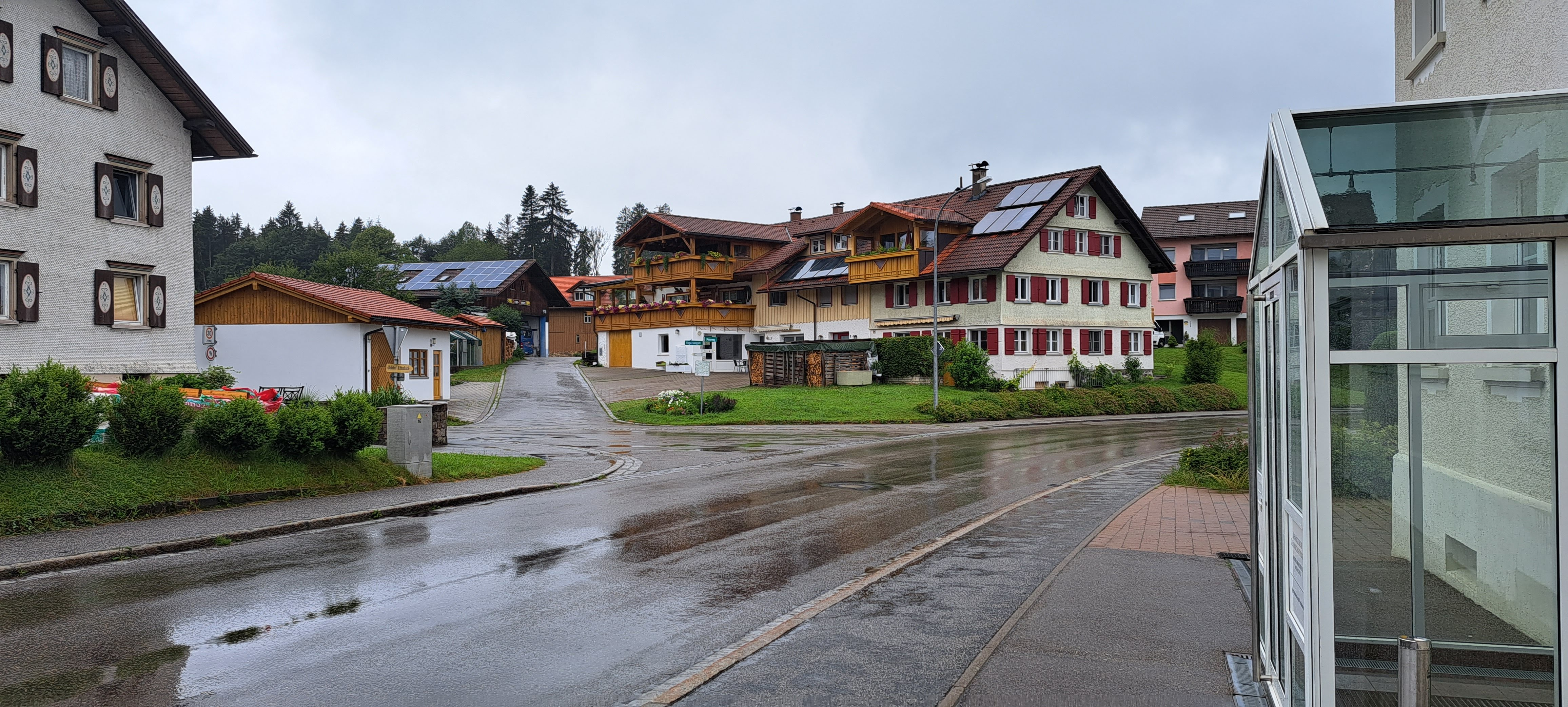
Ortsmitte

Oberhäuser (westallgäuerisch: Obəhaisə) ist ein Gemeindeteil der Gemeinde Röthenbach (Allgäu) im bayerisch-schwäbischen Landkreis Lindau (Bodensee).

## Geographie
Das Dorf liegt circa 1,5 Kilometer westlich des Hauptorts Röthenbach und zählt zur Region Westallgäu. Östlich der Ortschaft verläuft die Bahnstrecke Buchloe–Lindau samt dem Bahnhof Röthenbach (Allgäu) im Ort und dem südlich gelegenen Rentershofener Bahndamm.

## Ortsname
Der Name Oberhäuser geht auf den Begriff Oberhüsern zurück, was „über dem heiligen Haus (Kirche)“ bedeutet.

## Geschichte
Bereits in der römischen Kaiserzeit befand sich im heutigen Ort ein Burgus an der Römerstraße Kempten–Bregenz.
Oberhäuser wurde urkundlich erstmals im Jahr 1605 als Obrenhausern erwähnt. Zu dieser Zeit gehörte der Ort dem Gericht Simmerberg in der Herrschaft Bregenz an. 1770 fand die Vereinödung von Oberhäuser mit sieben Teilnehmern statt. Im Jahr 1806 wurde Oberhäuser durch den Frieden von Pressburg bayerisch. Prägend für den Ort war der Bau des Rentershofener Bahndamms der Bahnstrecke Buchloe–Lindau von 1847 bis 1853, an dessen nördlichem Ende Oberhäuser liegt. Der Damm bedeutete einen enormen geografischen Eingriff in den Ort. Das heutige Seniorenzentrum Josefsheim und die Kapelle im Ort wurde 1929 von Ordensschwestern aus Liechtenstein gegründet.